# Decantador

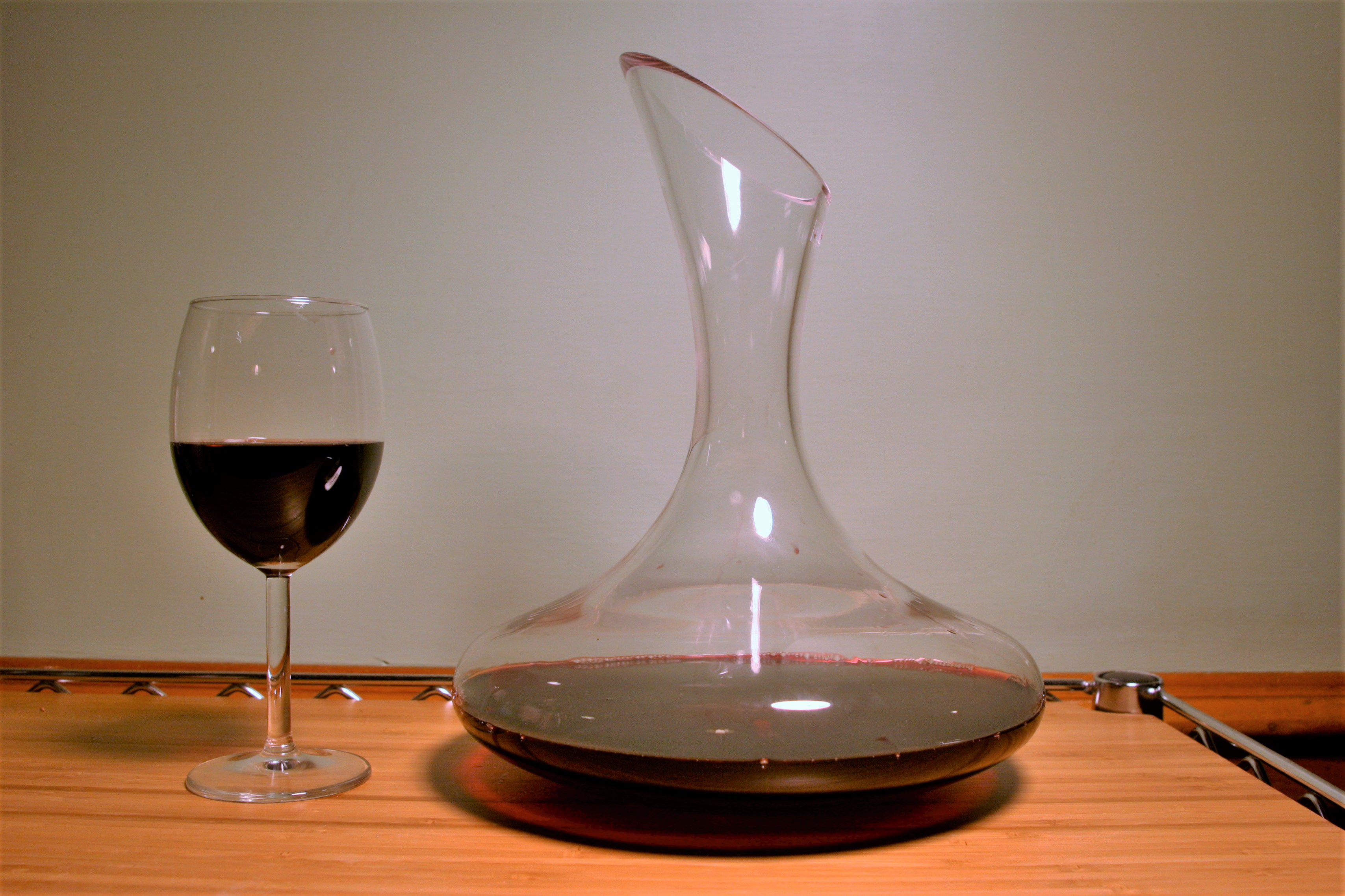
Decantador empleado para airear algunos vinos.

Un decantador es una especie de recipiente en forma de botella con un amplio cuerpo con el objeto doble de decantar los restos sólidos del vino, además de permitir respirar y que de esta forma muestre mejor sus aromas. Los decantadores pueden variar en volumen, forma y diseño. Pueden elaborarse por regla general de materiales inertes (tales como vidrio) y pueden contener en volumen una botella estándar de vino (0,75 litros).

## En los aljibes
Las arquetas de decantación de los aljibes tradicionales son habitualmente muy simples, constituida por una poceta intercalada en el recorrido del agua, previa a la descarga, en la que se depositaba todo el material sólido pesado que arrastraba el fluido, con un boquete que se podía cerrar con un tapón que solía estar hecho por un taco grueso de madera envuelto en un trozo de saco de yute.